# مصفحة دايملر
مصفحة دايملر (بالإنجليزية: Daimler Armoured Car)‏ سيارة مصفحة بريطانية استخدمت في الحرب العالمية الثانية واستمرت في الخدمة حتى الخمسينيات من القرن العشرين.  صُممت لأغراض الاستطلاع المسلح والاتصال. خلال فترة ما بعد الحرب، كانت بمثابة مركبة أمن داخلي في عدد من البلدان.  تم تصديرها إلى مختلف الدول الأعضاء في الكومنولث خلال الخمسينيات والستينيات من القرن العشرين. وفي عام 2012، كان الجيش القطري لا يزال يستخدم بعض هذه السيارات. تم إنتاج النماذج الأولية في عام 1939، ولكن المشاكل المتعلقة بناقل الحركة الناجمة عن وزن السيارة أدت إلى تأخير دخول الخدمة حتى منتصف عام 1941. قامت شركة دايملر ببناء 2,694 سيارة مدرعة. تزن 7.6 طن وتسليح المصفحة الأساسي هو مدفع مضاد للدروع عيار 40 ملم.

## صور

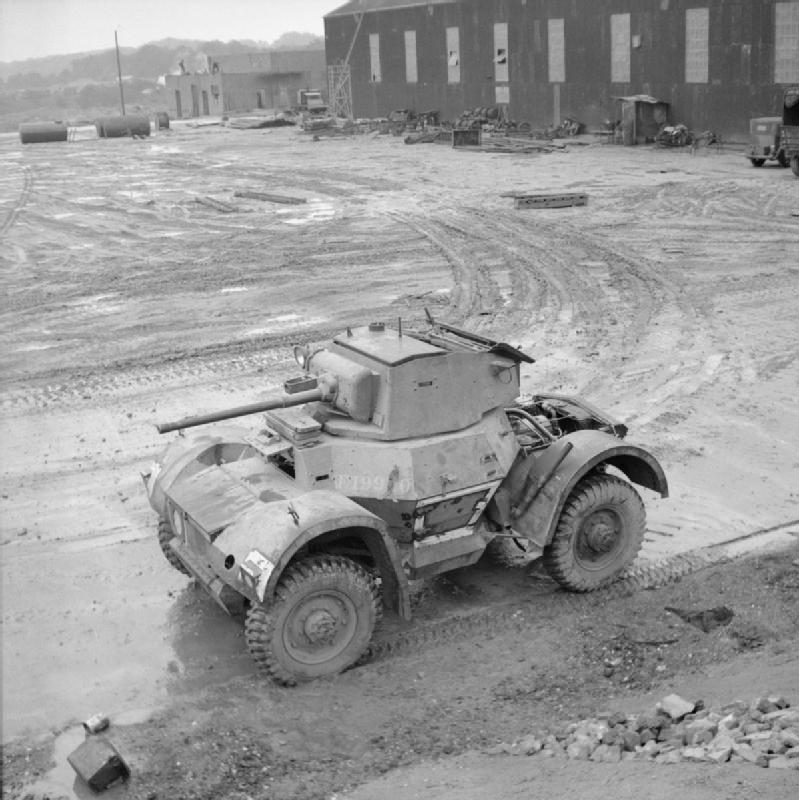
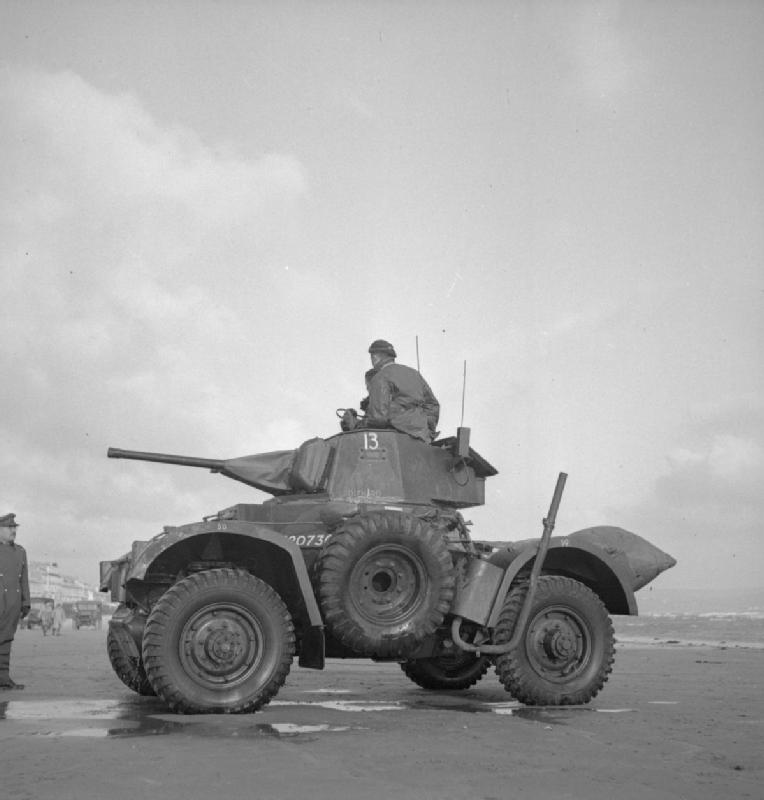
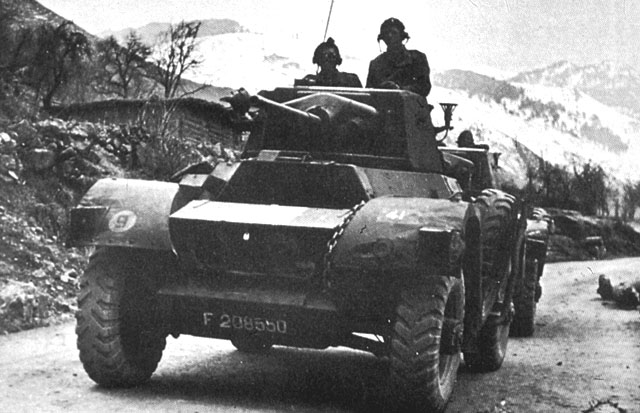
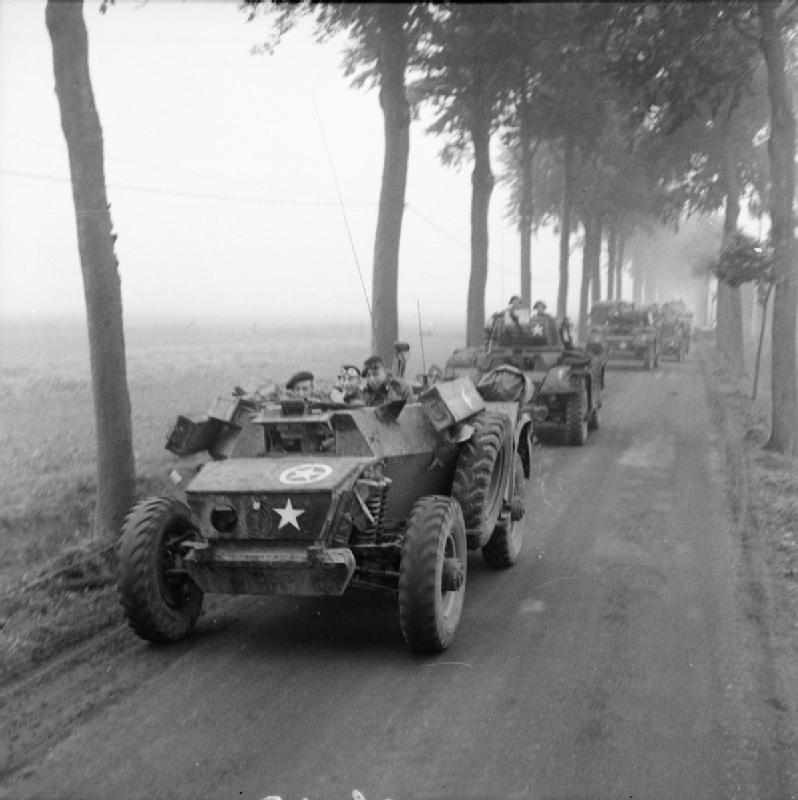
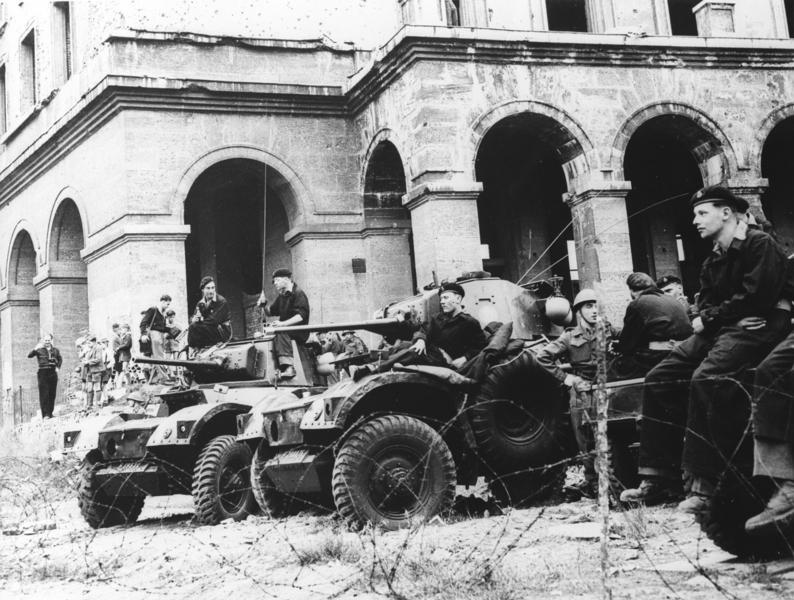
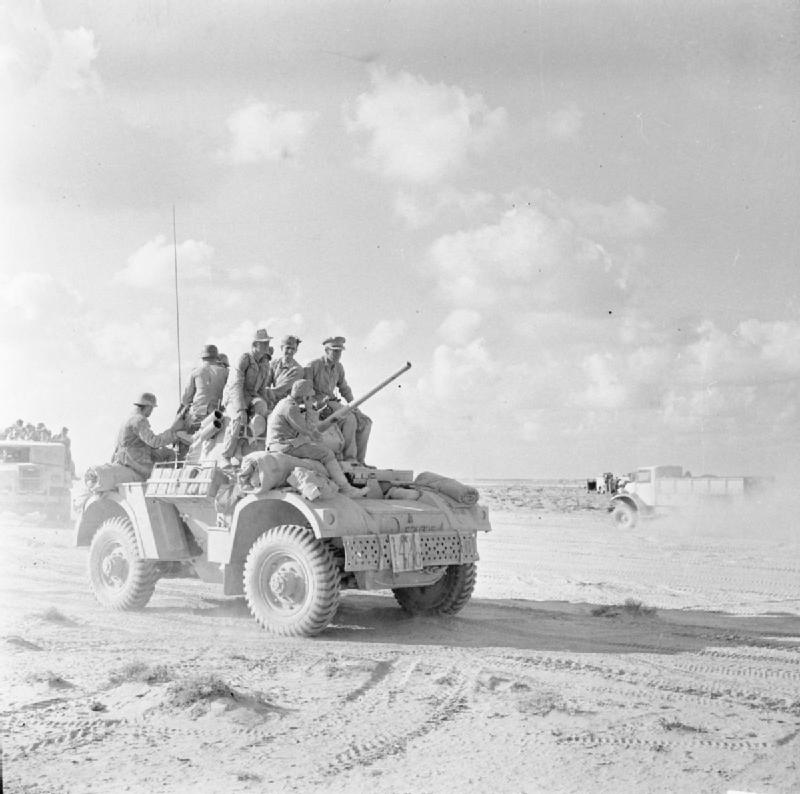